# Секулич, Гога
Горда́на «Го́га» Се́кулич (серб. Гога Секулић / Goga Sekulić; род. 27 февраля 1977, Плевля) — сербская певица, исполняющая песни в жанрах турбо-фолк и поп-фолк. Начав карьеру в 2000 году, выпустила одиннадцать сольных альбомов.

## Биография
Гордана Секулич родилась 27 февраля 1977 года в городе Плевля Социалистической Республики Черногория, входившей тогда в состав Югославии. Её отец по национальности был черногорцем, а мать — сербкой. В детстве вместе с родителями переехала на постоянное жительство в Сербию. Окончила бизнес-школу в Белграде.
В 2000 году выпустила свой первый сольный альбом «Љубавница», оказавшийся довольно успешным, за ним в 2001 и 2002 годах последовали ещё два альбома «И лепша и боља» и «Опасно по живот» соответственно, принёсшие ей большую известность по всей стране. В 2003 году у певицы вышел четвёртый номерной альбом «По закону». Сербский мужской журнал Playboy в марте 2004 года поместил её на обложку своего издания.
В 2007 году одновременно с музыкальной карьерой Секулич принимала участие в съёмках популярного реалити-шоу «Велики Брат», сербского варианта «Большого брата». Выпустила сингл «Твоје очи» в дуэте с известным боснийским певцом Османом Хаджичем.
В мае 2013 года вышла замуж за бизнесмена Игора Рамовича, однако спустя несколько недель после свадьбы врачи диагностировали ему рак поджелудочной железы, он безуспешно проходил курс лечения в Германии и уже в июле того же года скончался в возрасте 39 лет. Впоследствии из-за наследства у неё возникли серьёзные разногласия со свекровью, обернувшиеся длительными судебными тяжбами.
Находилась в дружеских отношениях с черногорским гандболистом и моделью Филипом Каписодой, в частности, присутствовала на его похоронах после того как он убил свою невесту Ксению Пайчин и покончил жизнь самоубийством.

## Дискография
- 2000 — Љубавница
- 2001 — И лепша и боља
- 2002 — Опасно по живот
- 2003 — По закону
- 2006 — Срце на паузи
- 2008 — Златна кока
- 2011 — Ја сам пробала све
- 2014 — Поново рођена